# II. Hotepheresz
II. Hotepheresz (ḥtp-ḥr=s) ókori egyiptomi királyné a IV. dinasztia idején. A dinasztia talán leghosszabb életű tagja; nagyapja, Sznofru utolsó éveiben vagy apja, Hufu uralkodásának első éveiben születhetett, és Sepszeszkaf uralkodása alatt halt meg, így a dinasztia fáraói közül legalább ötnek – Hufu, Dzsedefré, Hafré, Menkauré, Sepszeszkaf –, köztük a három nagy piramisépítőnek az uralkodása alatt élt.
Hufu fáraó és valószínűleg I. Merititesz királyné lánya volt; Hufu lányaként korabeli források nevezik meg, anyja kilétére egy töredékes feljegyzés utal Merititesz sírjában. Ugyanazt a nevet viselte, amit apai nagyanyja, I. Hotepheresz. Még apja uralkodása alatt férjhez ment testvéréhez, Kawab trónörökös herceghez, majd férje halála után egy másik fivéréhez, Dzsedefréhez, aki végül követte apjukat a trónon. Első házasságából született III. Mereszanh és Kaemszehem herceg, aki a gízai G7660-as sírba temetkezett. Talán az ő gyermekük még Mindzsedef herceg, akinek sírja, a G7760 közel található Kawab sírjához, valamint Duaenhór, aki a G7550-es sírba temetkezett. Egyik fia sem lett fáraó, de lánya, Mereszanh Hafré fáraó felesége lett. Fennmaradt egy szobor, ami Hotephereszt és lányát ábrázolja.

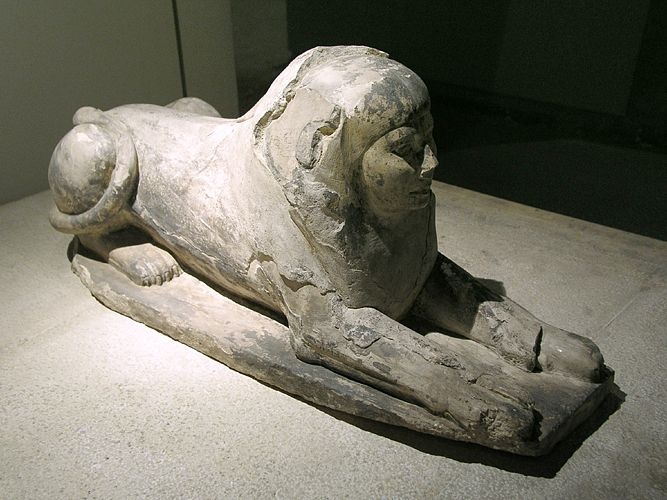
II. Hotepheresz szfinxként

Valószínűleg ő az első, akit szfinxként ábrázolnak, a szobor férje, Dzsedefré Abu Roás-i piramiskomplexumából került elő, és ma Kairóban található, az Egyiptomi Múzeumban.
Feltételezték, hogy azzal, hogy többször is a családon belül házasodott, pozícióját akarta megőrizni.
Első férjével közös sírja épült Gízában (G7110+7120), talán a Dzsedefré-piramis mellékpiramisát is az ő nyughelyéül szánták, végül azonban a G7350-es sírban temették el. Lánya, III. Mereszanh sírjában szőke hajjal ábrázolják, emiatt feltételezések születtek származásáról.
Címei: A jogar úrnője (wr.t-ḥts), Aki látja Hóruszt és Széthet (m33.t-ḥrw-stš), A király felesége (ḥm.t-nỉswt), A király szeretett felesége (ḥm.t-nỉswt mrỉỉ.t=f), A Két Úrnő szeretettjének hitvese (zm3.t mrỉỉ-nb.tỉ), Hórusz segítője (ḫt-ḥrw), Hórusz társa (tỉs.t-ḥrw), Hórusz társa (smr.t-ḥrw), A király lánya (z3.t-nỉswt), A király vér szerinti lánya (z3.t-nỉswt-n-ẖt=f), A király szeretett, vér szerinti lánya (z3.t-nỉswt-n.t-ẖt=f mrỉỉ.t=f), Hufu király lánya (z3.t-nỉswt-bỉt ḫwfw), Nagy kegyben álló (wr.t-ḥzwt),Thot papnője (ḥm.t-nṯr ḏḥwtỉ), Bapef papnője (ḥm.t-nṯr b3-pf), Tjazepef papnője (ḥm.t-nṯr ṯ3-zp=f), Az akáciaház henteseinek irányítója (ḫrp.t sšmtỉw-šnḏ.t).